# Bezange-la-Grande
Bezange-la-Grande (deutsch Großbessingen) ist eine französische Gemeinde mit 166 Einwohnern (Stand 1. Januar 2022) im Département Meurthe-et-Moselle in der Region Grand Est (bis 2015 Lothringen).

## Geografie
Die Gemeinde Bezange-la-Grande liegt etwa 20 Kilometer nordöstlich von Nancy am Seille-Nebenfluss Loutre Noire. Bezange-la-Petite (Kleinbessingen), das etwa zehn Kilometer östlich liegt, befindet sich im Département Moselle.

## Bevölkerungsentwicklung

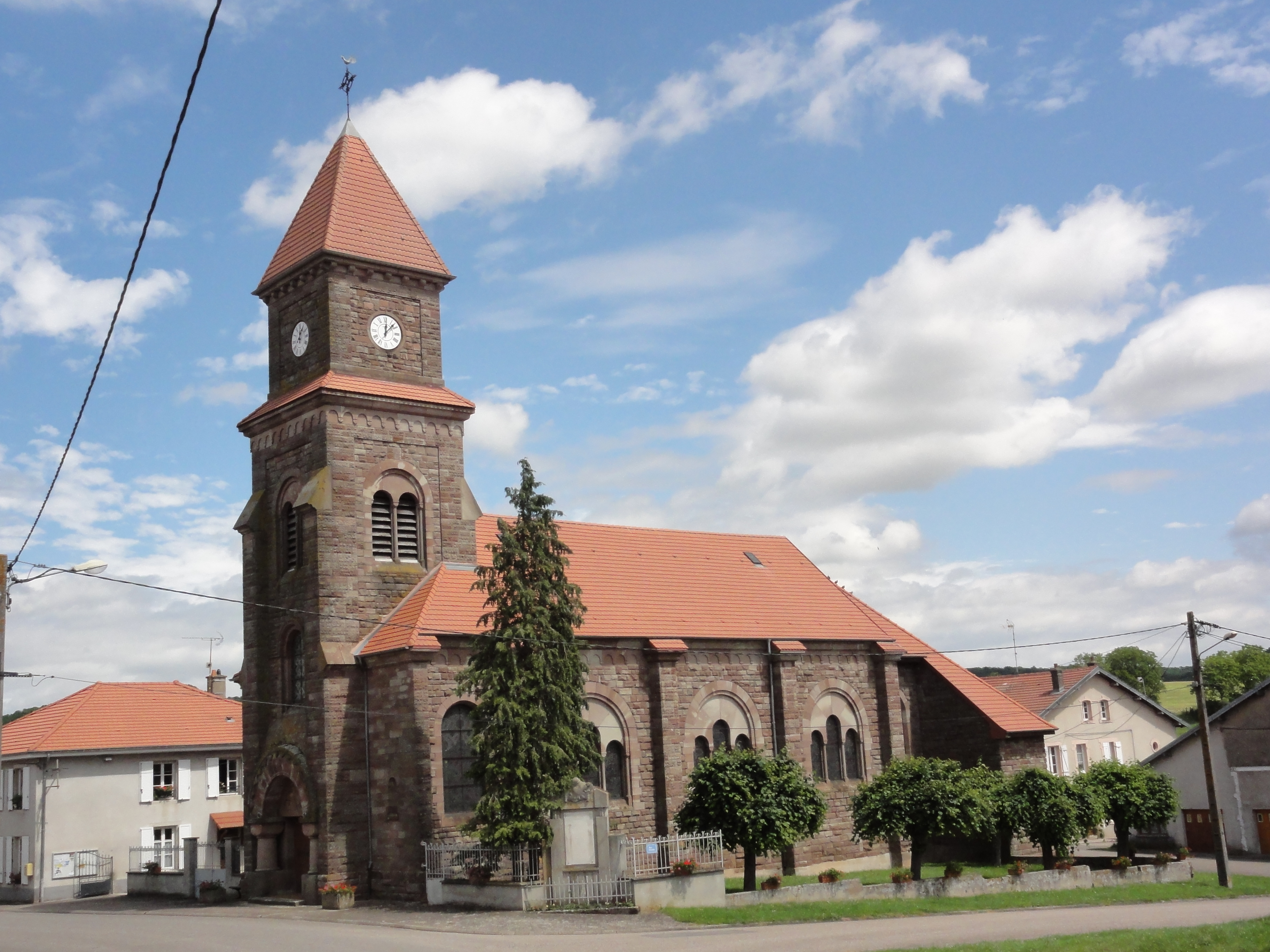
Kirche Saint-Marien

| Jahr      | 1962 | 1968 | 1975 | 1982 | 1990 | 1999 | 2007 | 2019 |
| Einwohner | 186  | 192  | 203  | 202  | 202  | 182  | 175  | 158  |